# Renate Kohn (Schauspielerin)
Renate Kohn (* 1947 in Bad Schwalbach) ist eine deutsche Schauspielerin.

## Leben
Renate Kohn hat nach ihrem Schauspielstudium an verschiedenen deutschen Theatern gespielt. Ab 1971 spielte sie in Fernsehfilmen und Serien mit, zuerst in der hessischen Fernsehserie Unser Dorf, später (unter anderem) in Hessische Geschichten, Klassentreffen, Der Landarzt, Küstenwache, Polizeiruf 110, Die Kommissarin oder beim Tatort.
Einem breiten Publikum war sie von 1984 bis 2008 (Folge 24–257) als Kanzleisekretärin Helga Sommer in der ZDF-Krimiserie Ein Fall für zwei vertraut. Im Oktober 2008 wurde vom ZDF verbreitet, dass die Figur Helga Sommer in Zukunft nicht mehr in der Serie vertreten und in Pension geschickt werde. Nach Angaben des Senders wollte man in das Format frischen Wind bringen. An die Stelle von Renate Kohn trat Caroline Grothgar. Diese stand ab Februar 2008 bis zur Einstellung der Serie 2013 für Ein Fall für zwei vor der Kamera und war am 5. Dezember zum ersten Mal im TV zu sehen.
Neben ihren Filmrollen arbeitet Renate Kohn oft als Hörspielsprecherin und als Synchronsprecherin bei TV-Reportagen und Dokumentarfilmen. Besonders gerne macht sie Lesungen und Rezitationen, für die sie mit dem Musiker Gert Zimanowski eine eigene Form gefunden hat, Literatur mit eigens dazu komponierter Musik zu verbinden.

## Filmografie
- 1973: Unser Dorf
- 1984–2008: Ein Fall für zwei (207 Episoden als Sekretärin Helga)
- 1987–1990: Hessische Geschichten (3 Episoden)
- 1992: Das Nest – Baby im Nest
- 1993: Hecht & Haie – Liebesfreud und Liebesleid
- 1996: Die Kommissarin – Banküberfall
- 1997: Stadtklinik – Alte Freunde
- 1999: Lindenstraße – Streßsymptome
- 2000: Nesthocker – Vor Gericht
- 2002: Wilder Kaiser – Der Meineid
- 2002: Liebesdienste
- 2002: Polizeiruf 110 – Angst um Tessa Bülow
- 2003: Der Landarzt – Entfernt und doch nah
- 2003: Zwei Profis – ...und die Babyfalle
- 2003: Polizeiruf 110 – Abseitsfalle
- 2003: Der Auftrag – Mordfall in der Heimat
- 2004: Klassentreffen
- 2004: Nikola – Wir haben’s getan
- 2005: Jetzt erst recht! – Zu schön, um wahr zu sein
- 2006: Die Familienanwältin – Evas Kinder
- 2006: Küstenwache – Auf Messers Schneide
- 2007: Späte Aussicht
- 2007: Der Kronzeuge
- 2009: SOKO Köln – Ein teuflischer Plan
- 2009: Phantomschmerz
- 2010: Der Landarzt – Gefährdet
- 2013: Komasaufen
- 2014: Die Auserwählten
- 2016: Der Staatsanwalt – Mord nach Mitternacht
- 2018: Der Staatsanwalt – Die Enkelin (Tante Rosi)
- 2020: SOKO Wismar – Der Schwedenschatz